# Scottish Division One 1926-1927
La Scottish Division One 1926-1927 è stata la 37ª edizione della massima serie del campionato scozzese di calcio, disputato tra il 14 agosto 1926 e il 30 aprile 1927 e concluso con la vittoria dei Rangers, al loro quindicesimo titolo.
Capocannoniere del torneo è stato Jimmy McGrory (Celtic) con 48 reti.

## Classifica finale
Fonte:
|  | Pos. | Squadra             | Pt | G  | V  | N  | P  | GF  | GS  | QR    |
|  | ---- | ------------------- | -- | -- | -- | -- | -- | --- | --- | ----- |
|  | 1.   | Rangers             | 56 | 38 | 23 | 10 | 5  | 85  | 41  | 2,073 |
|  | 2.   | Motherwell          | 51 | 38 | 23 | 5  | 10 | 81  | 52  | 1,558 |
|  | 3.   | Celtic              | 49 | 38 | 21 | 7  | 10 | 101 | 55  | 1,836 |
|  | 4.   | Airdrieonians       | 45 | 38 | 18 | 9  | 11 | 97  | 64  | 1,516 |
|  | 5.   | Dundee              | 43 | 38 | 17 | 9  | 12 | 77  | 51  | 1,510 |
|  | 6.   | Falkirk             | 42 | 38 | 16 | 12 | 10 | 77  | 60  | 1,283 |
|  | 7.   | Cowdenbeath         | 42 | 38 | 18 | 6  | 14 | 74  | 60  | 1,233 |
|  | 8.   | Aberdeen            | 40 | 38 | 13 | 14 | 11 | 73  | 72  | 1,014 |
|  | 9.   | Hibernian           | 39 | 38 | 16 | 7  | 15 | 62  | 71  | 0,873 |
|  | 10.  | St. Mirren          | 37 | 38 | 16 | 5  | 17 | 78  | 76  | 1,026 |
|  | 11.  | Partick Thistle     | 36 | 38 | 15 | 6  | 17 | 89  | 74  | 1,203 |
|  | 12.  | Queen's Park        | 36 | 38 | 15 | 6  | 17 | 74  | 84  | 0,881 |
|  | 13.  | Hearts              | 35 | 38 | 12 | 11 | 15 | 65  | 64  | 1,016 |
|  | 14.  | St. Johnstone       | 35 | 38 | 13 | 9  | 16 | 55  | 69  | 0,797 |
|  | 15.  | Hamilton Academical | 35 | 38 | 13 | 9  | 16 | 60  | 85  | 0,706 |
|  | 16.  | Kilmarnock          | 32 | 38 | 12 | 8  | 18 | 54  | 71  | 0,761 |
|  | 17.  | Clyde               | 29 | 38 | 10 | 9  | 19 | 54  | 85  | 0,635 |
|  | 18.  | Dunfermline         | 28 | 38 | 10 | 8  | 20 | 53  | 85  | 0,624 |
|  | 19.  | Morton              | 28 | 38 | 12 | 4  | 22 | 56  | 101 | 0,554 |
|  | 20.  | Dundee Utd          | 22 | 38 | 7  | 8  | 23 | 56  | 101 | 0,554 |

Legenda:
      Campione di Scozia.
      Retrocesso in Division Two 1927-1928.
Regolamento:
Due punti a vittoria, uno a pareggio, zero a sconfitta.
A parità di punti, le posizioni in classifica venivano determinate sulla base del quoziente reti.